# Ralf Fährmann
Ralf Fährmann és un futbolista alemany. Va començar com a futbolista al VfB Chemnitz. Actualment juga al Schalke 04 de la segona divisió alemanya.